# تومويا فوجي
تومويا فوجي (باليابانية: 藤井 智也) (مواليد 4 ديسمبر 1998) هو لاعب كرة قدم ياباني.

## وصلات خارجية
- تومويا فوجي على موقع رابطة كرة القدم اليابانية للمحترفين (اليابانية)
- تومويا فوجي على موقع قاعدة بيانات كرة القدم.إي يو (الإنجليزية)
- تومويا فوجي على موقع Soccerway.com (الإنجليزية)
- تومويا فوجي على موقع عالم كرة القدم.نت (الإنجليزية)